# Тунлу
Тунлу́ (кит. упр. 桐庐, пиньинь Tónglú) — уезд города субпровинциального значения Ханчжоу провинции Чжэцзян (КНР).

## История
Уезд был создан в эпоху Троецарствия в 225 году.
Во времена империи Суй уезд Тунлу был в 589 году присоединён к уезду Цяньтан (钱塘县), но в 602 году воссоздан.
Во времена империи Тан северо-западная часть уезда Тунлу была выделена в уезд Фэньшуй (分水县). Впоследствии во времена империи Тан уезд Фэньшуй несколько раз переименовывался, расформировывался и создавался вновь.
После образования КНР в 1949 году был создан Специальный район Цзяньдэ (建德专区), и уезды Тунлу и Фэньшуй вошли в его состав. В 1950 году он был расформирован, и оба уезда перешли в состав Специального района Линьань (临安专区). В 1954 году Специальный район Цзяньдэ был воссоздан, и оба уезда вернулись в его состав. В ноябре 1958 года уезды Синьдэн и Фэньшуй были присоединены к уезду Тунлу. В декабре 1958 года Специальный район Цзяньдэ был расформирован, и уезд Тунлу вошёл в состав Специального района Цзиньхуа (金华专区).
В 1960 году к уезду Тунлу был присоединён уезд Фуян, а сам уезд Тунлу перешёл под юрисдикцию властей Ханчжоу. В декабре 1961 года из уезда Тунлу был выделен уезд Фуян, образованный на территории бывших уездов Фуян и Синьдэн.

## Население
Основное население составляют ханьцы, говорящие на ханчжоуском диалекте языка у. В сельской местности встречаются посёлки, населённые шэ.

## Административное деление
Уезд делится на 2 уличных комитета, 7 посёлков, 3 волости и 1 национальную волость: 
Уличные комитеты
- Тунцзюнь (Tongjun, 桐君街道)
- Цзюсянь (Jiuxian, 旧县街道)

Посёлки
- Байцзян (Baijiang, 百江镇)
- Фучуньцзян (Fuchunjiang, 富春江镇)
- Фэнчуань (Fengchuan, 凤川镇)
- Фэньшуй (Fenshui, 分水镇)
- Хэнцунь (Hengcun, 横村镇)
- Цзяннань (Jiangnan, 江南镇)
- Яолинь (Yaolin, 瑶琳镇)

Волости
- Синьхэ (Xinhe, 新合乡)
- Хэцунь (Hecun, 合村乡)
- Чжуншань (Zhongshan, 钟山乡)

Национальная волость
- Эшань-Шэ (Eshan She Ethnic Township, 莪山畲族乡)

## Экономика
Уезд является родиной основателей четырёх крупнейших компаний экспресс-доставки, известных как «банда Куайди Тунлу» (STO Express, Yunda Holding, YTO Express и ZTO Express).
Посёлок Фэньшуй является крупнейшим центром производства канцтоваров. Производство ручек в посёлке зародилось в 1970-е годы, когда один из местных заводов по обработке бамбуковых изделий начал делать бамбуковые и пластиковые шариковые ручки. По данным на конец 2022 года в этой отрасли напрямую было занято более 13 тыс. человек, и более 40 тыс. человек косвенно участвовали в изготовлении письменных принадлежностей. По состоянию на 2023 год в Фэньшуе насчитывалось около 900 предприятий по производству письменных принадлежностей, которые ежегодно выпускали более 8 млрд ручек на сумму свыше 6 млрд юаней (более 817 млн долл. США). Компания «Диншэнь» выпускает около 2 млрд шариков для ручек в месяц, занимая почти треть мирового рынка (её продукция экспортируется в Японию и Индию).

## Транспорт
Железнодорожный вокзал Тунлу, открытый в декабре 2018 года, обслуживает две линии: высокоскоростную железную дорогу Ханчжоу — Хуаншань и высокоскоростную железную дорогу Шанцю — Хэфэй — Ханчжоу.

## Галерея

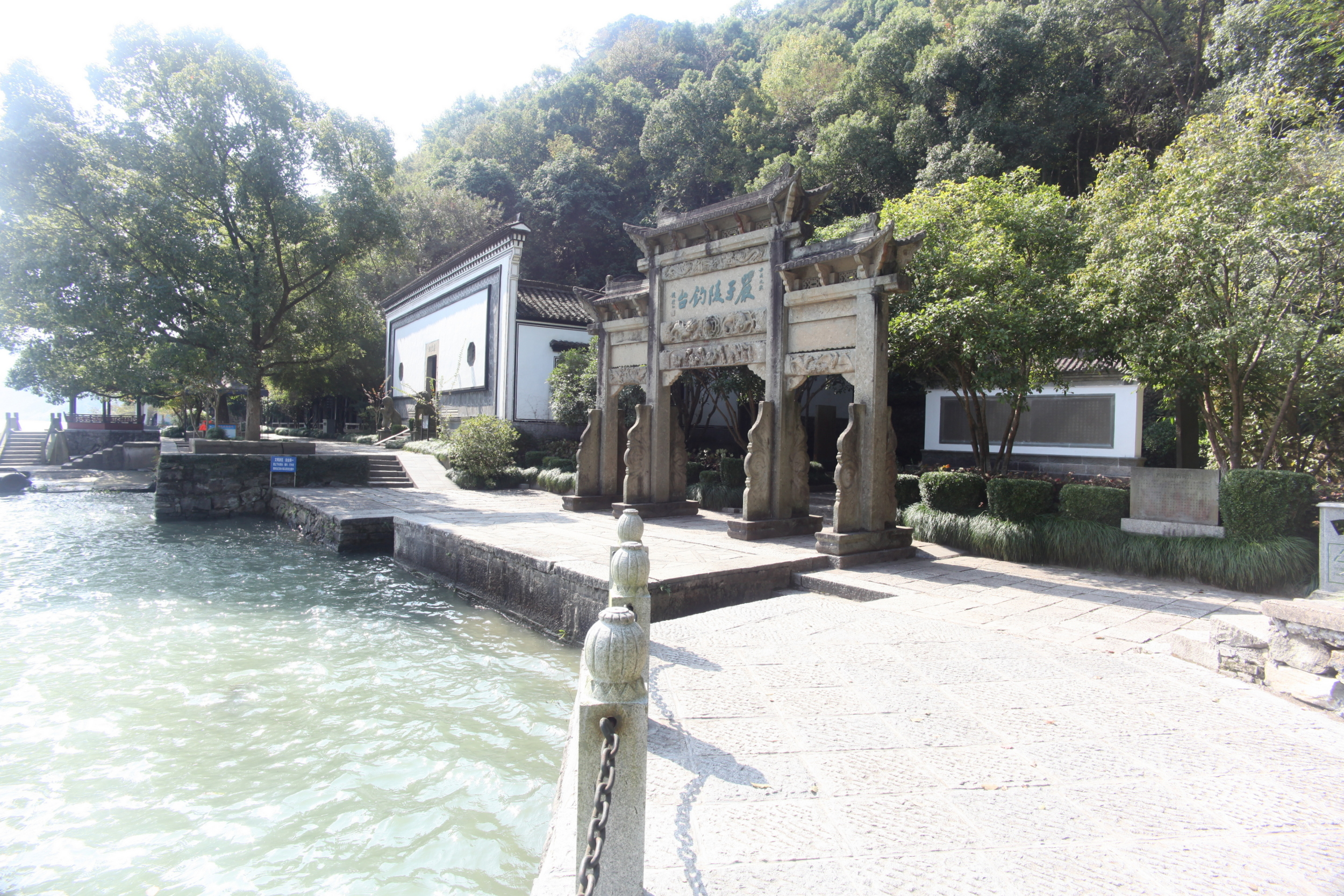
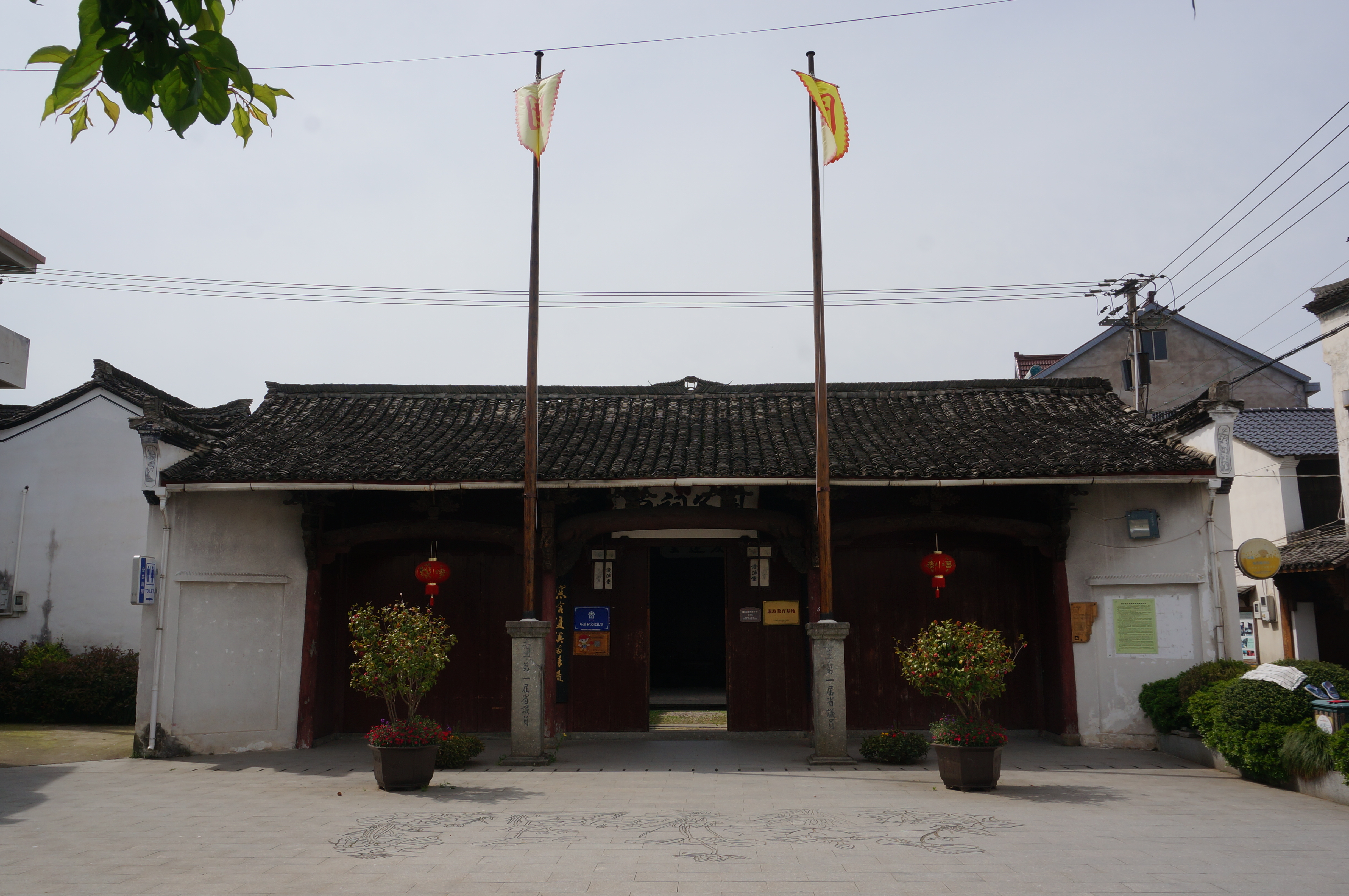
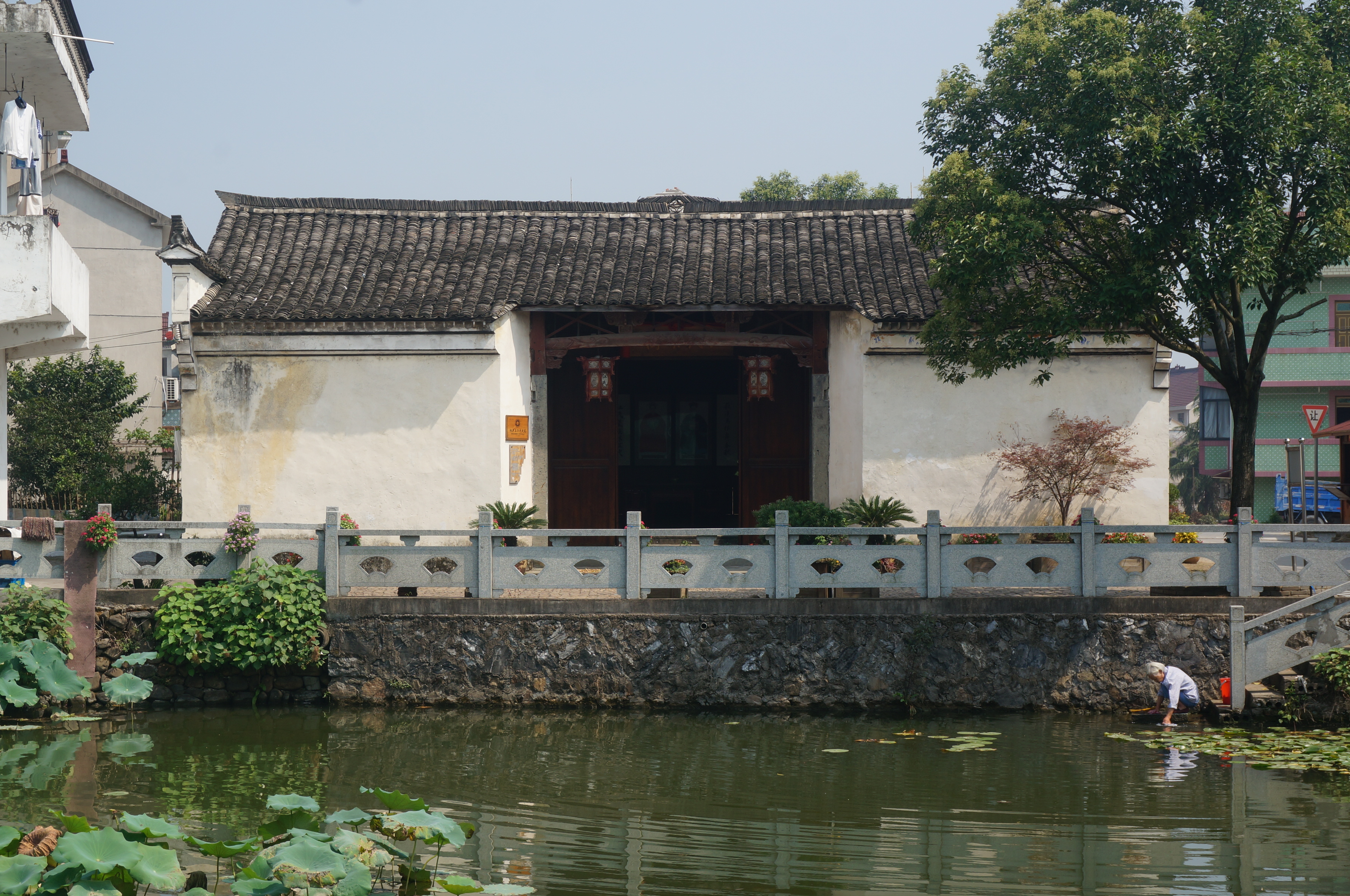
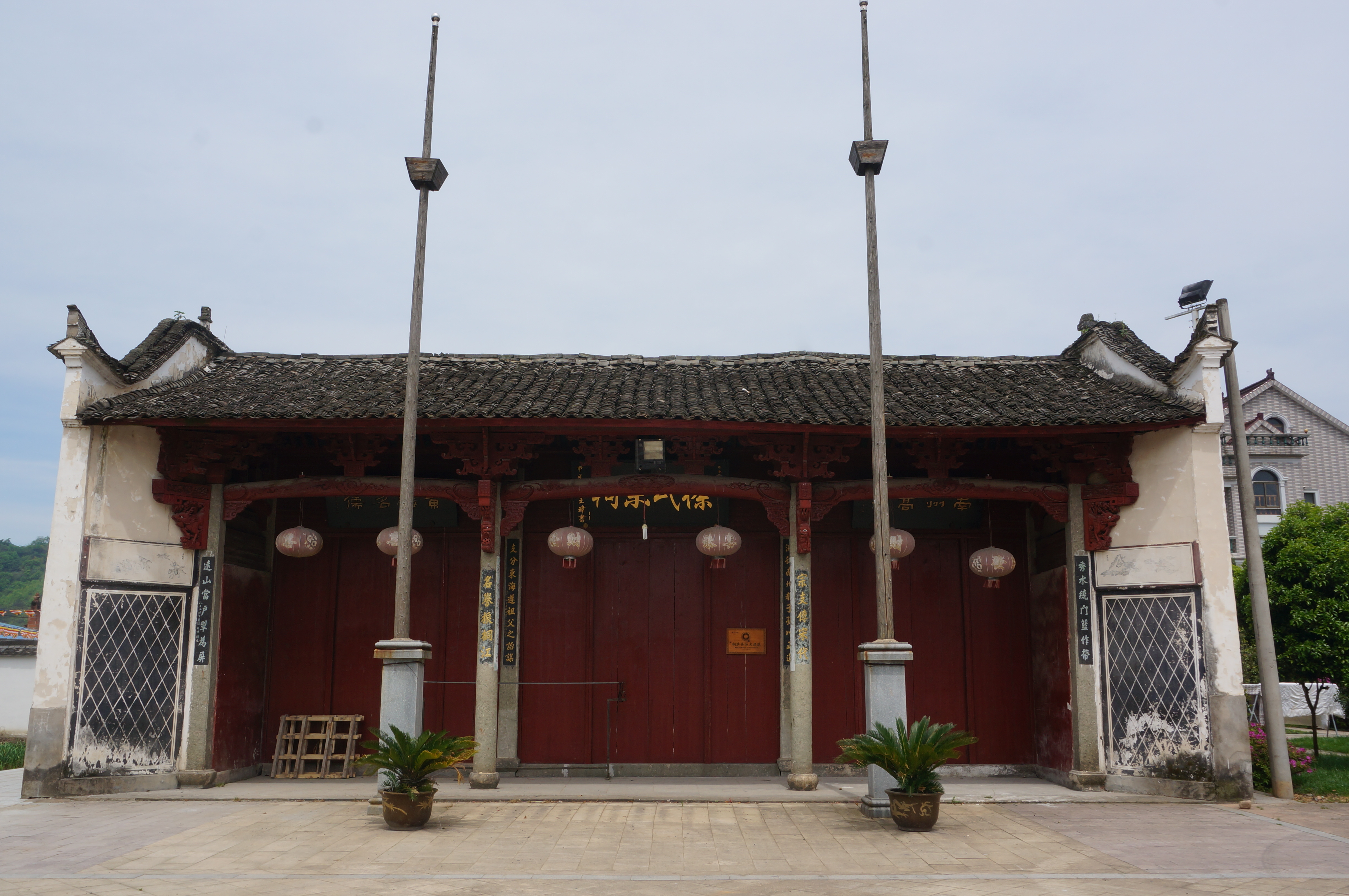
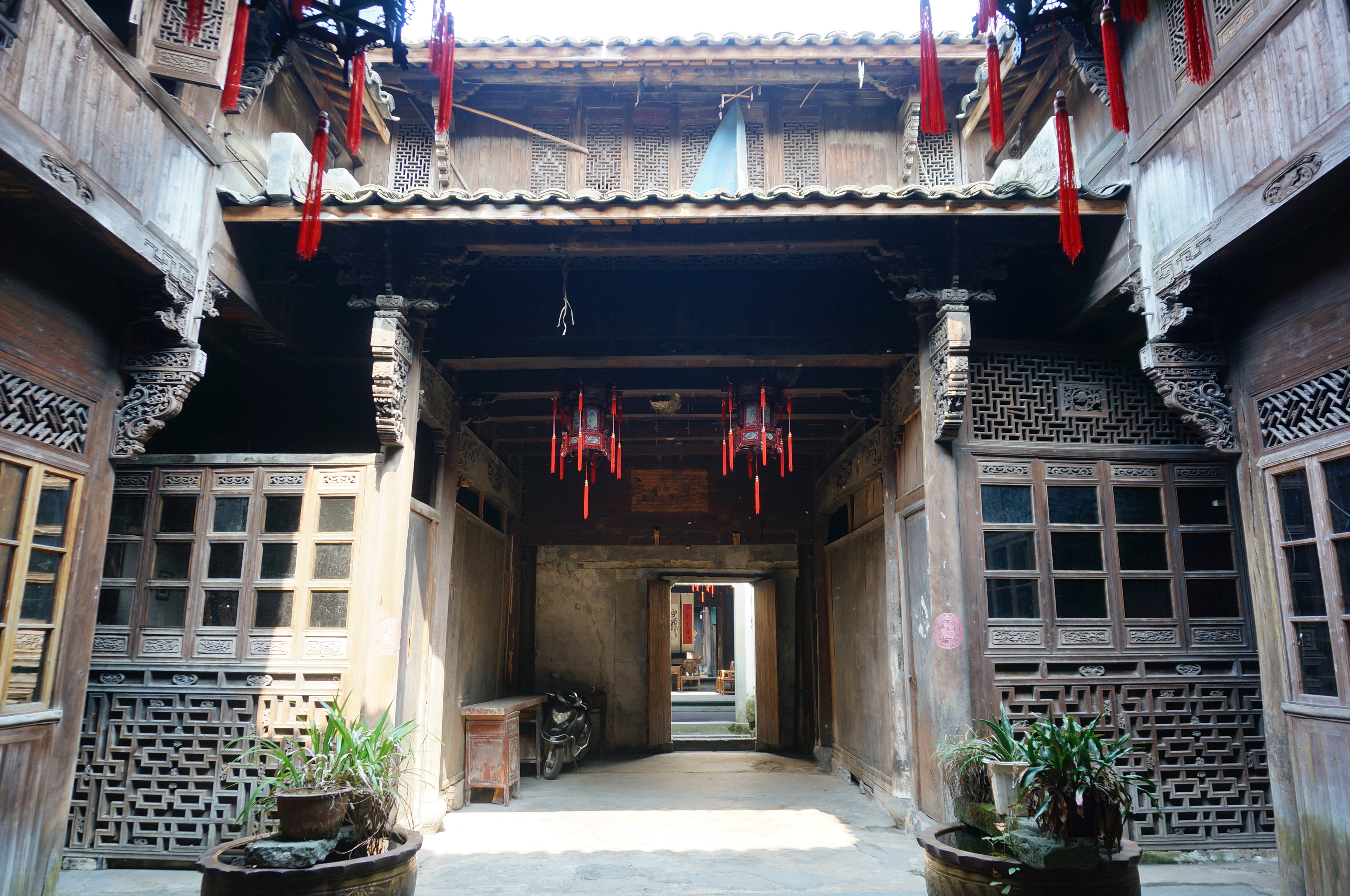